# Karl Lange (Landrat)
Karl Lange (* 8. August 1892 in Bad Schwalbach; † 30. Januar 1966 ebenda) war ein deutscher Kommunalpolitiker (NSDAP).

## Leben

### Herkunft
Karl Lange war der Sohn des Gendarmen Conrad Lange. Er war mit Johanna Hönig verheiratet.

### Werdegang
Nach der Obersekunda trat er in den Justizdienst ein und wurde 1913 Justizanwärter. Am 3. August 1914 meldete er sich zum Militärdienst als Kriegsfreiwilliger und wurde im gleichen Jahr schwer verwundet. Am 8. Dezember 1916 wurde er Leutnant der Reserve. 1916 erlitt er eine Gasvergiftung. Im Frühjahr 1918 wurde er Offizier beim Truppenübungsplatz Beverloo. Am 17. Dezember 1918 wurde er als Offizier aus dem Heeresdienst entlassen, Zwischen Februar 1919 und dem 30. April 1920 dennoch weiter als Offizier eingesetzt, bevor er endgültig aus dem Militärdienst ausschied. 1921 und wieder 1925 wurde er Justizobersekretär.
Ende Mai 1920 trat er dem Völkischen Schutz- und Trutzbund bei. Später trat er der Deutschen Partei und 1923 der NSDAP bei. Nach der Auflösung der NSDAP war er Mitglied der Deutsch-Völkischen Freiheitspartei Frankfurt am Main. In Frankfurt war er 1923 auch Führer der SA unter dem Decknamen eines Turn und Sportclubs. Am 17. September 1924 wurde er Führer des Frontbanns, Kommando Frankfurt.
Im Juli 1924 wurde er aufgrund seiner politischen Tätigkeiten aus dem Staatsdienst entlassen, wurde aber bereits 1925 aufgrund des Beamtenmangels wieder als Justizobersekretär am Amtsgericht Frankfurt am Main eingestellt.
Zum 1. Mai 1928 trat er erneut in die NSDAP ein (Mitgliedsnummer 87.130). Er war ab Anfang 1928 Gauredner und später Reichsredner der Partei. Am 12. Dezember 1928 wurde er für die NSDAP in die Stadtverordnetenversammlung von Frankfurt gewählt und war dort ab Oktober 1930 Fraktionsvorsitzender. Bei verschiedenen Wahlen zu Land- und Reichstagen trat er als NSDAP-Kandidat an, wurde jedoch nicht gewählt.
1931/32 wurde er einem Disziplinarverfahren wegen seiner politischen Arbeit unterzogen. In zweiter Instanz wurde er freigesprochen.
Nach der Machtergreifung der Nationalsozialisten 1933 machte er Karriere. Im März 1933 wurde er Stadtverordnetenvorsteher in Frankfurt, Präsident des  Kommunallandtags Wiesbaden und Vizepräsident der des Provinziallandtags Hessen-Nassau. Im April 1933 wurde er kommissarischer Bürgermeister von Oberursel. Am 23. Oktober 1933 wurde er vertretungsweise, ab 28. Mai 1934 kommissarischer und ab 20. August 1935 definitiv Landrat im Oberlahnkreis. Am 11. Mai 1939 wurde er kommissarisch und 11. Januar 1940 definitiv Landrat im Landkreis St. Goarshausen. Am 29. Dezember 1942 wurde er als Landrat in den Landkreis Falkenberg nach Oberschlesien versetzt. Bis zum Zusammenbruch infolge des Zweiten Weltkriegs im Frühjahr 1945 blieb er in diesem Amt.

## Auszeichnungen
- Eisernes Kreuz (1914) II. Klasse
- Hessische Tapferkeitsmedaille